# Unteres Land (Hethiter)

Das Untere Land und seine Umgebung

Das Untere Land war eine Großregion im Hethitischen Reich. Es lag südlich des Flusses Kızılırmak (hethitisch: Maraššanda) und südlich-südwestlich des großen Salzsees Tuz Gölü.

## Name
Der Name wird stets akkadographisch geschrieben (KUR ŠAP-LI-TI). Auf hethitisch würde der Name *katteran udnē, auf akkadisch  *mātum šaplītum lauten.  Es wurde dagegen vorgeschlagen, dass es auf hethitisch *katta pēda- („der Ort unten“) geheißen habe, woraus altpersisch Katpatuka und schließlich altgriechisch Kappadokía wurde.  Die Frage bleibt umstritten. 

## Lage
Das Untere Land ist frühestens für die Zeit von König Šuppiluliuma I. bezeugt und bezeichnet mehr eine geographische Region, als ein politisches Gebilde. Eine genaue Abgrenzung und Ausdehnung kann nicht angegeben werden, dürfte aber ungefähr die Regionen der antiken Landschaften Tyanitis, Garsauritis (südliche Teilregionen von Kappadokien) und Lykaonien umfasst haben. Wichtige hethitische Städte des Unteren Landes sind dann im Westen: Ikkuwaniya (Konya), Lušna, Ḫurniya, und im Osten: Uda (ev. Emirgazi), Tuwanuwa und Ḫubišna (bei Ereğli).

## Geschichte
Das Untere Land bildete nie eine politische Einheit. Die östlichen Teile des Unteren Landes kamen schon während des Alten Reichs unter hethitische Herrschaft. Unter Šuppiluliuma I. drang das Heer von Arzawa bis nach Tuwanuwa (Kemerhisar) vor, konnte sich aber nicht behaupten. Während die nördlichen und östlichen Teile offenbar immer unter hethitischer Herrschaft blieben, kamen die anderen Gebiete zu Tarḫuntašša, doch kann die Grenze nur ungenau bestimmt werden.

## Wirtschaft & Geographie
Das Gebiet des Unteren Landes gehört zu den trockensten Regionen Anatoliens und besteht größtenteils aus Grassteppe mit wenig Wasser. Die Wasserläufe endeten meist in flachen Salzseen, die heute größtenteils ausgetrocknet wurden. Im Osten, der späteren Tyanitis, stieg das Land an und wurde feuchter und war teilweise mit Bäumen, besonders Eiche, Wacholder, Terebinthen und wilde Mandel, durchsetzt. Das ganze Land war gut geeignet für Schaf- und Ziegenzucht. An den Hängen des Taurus, der das Untere Land nach Süden abgrenzte, waren Nadelwälder mit Zedern, Föhren und Tannen. Die zum Teil intensive Abholzung der Wälder während der späten Bronzezeit führte zur weiteren Versteppung des Landes.